# Pítzies
Pítzies, també anomenat Pítzia, Petza o Pítzam, va ser un oficial ostrogot actiu durant el regnat del rei Teodoric I (r.474-526) a inicis del segle vi. És citat per primera vegada l'any 504, quan va ser nomenat comes i enviat per a Sírmium contra Traseric, el rei dels gèpides. Els gèpides van retirar-se al aproximar-s'hi Pítzies, fent que poguès capturar la ciutat i el districte veí.
En 505, Pítzies va encapçalar els seus homes a la Dàcia per a defensar el seu aliat Mundus, que estava sent atacat per tropes de l'Imperi Romà d'Orient, dirigides per Sabinià. Amb la seva ajuda, Sabinià va ser derrotat a Horreum Margi (actual Ćuprija, a Sèrbia). Desapareix de les fonts fins al 523/526, quan es troba com a encarregat d'un interrogatori sobre un antic soldat de Teodoric que vaig haver estat confós amb un esclau.